# Augustus Goodridge

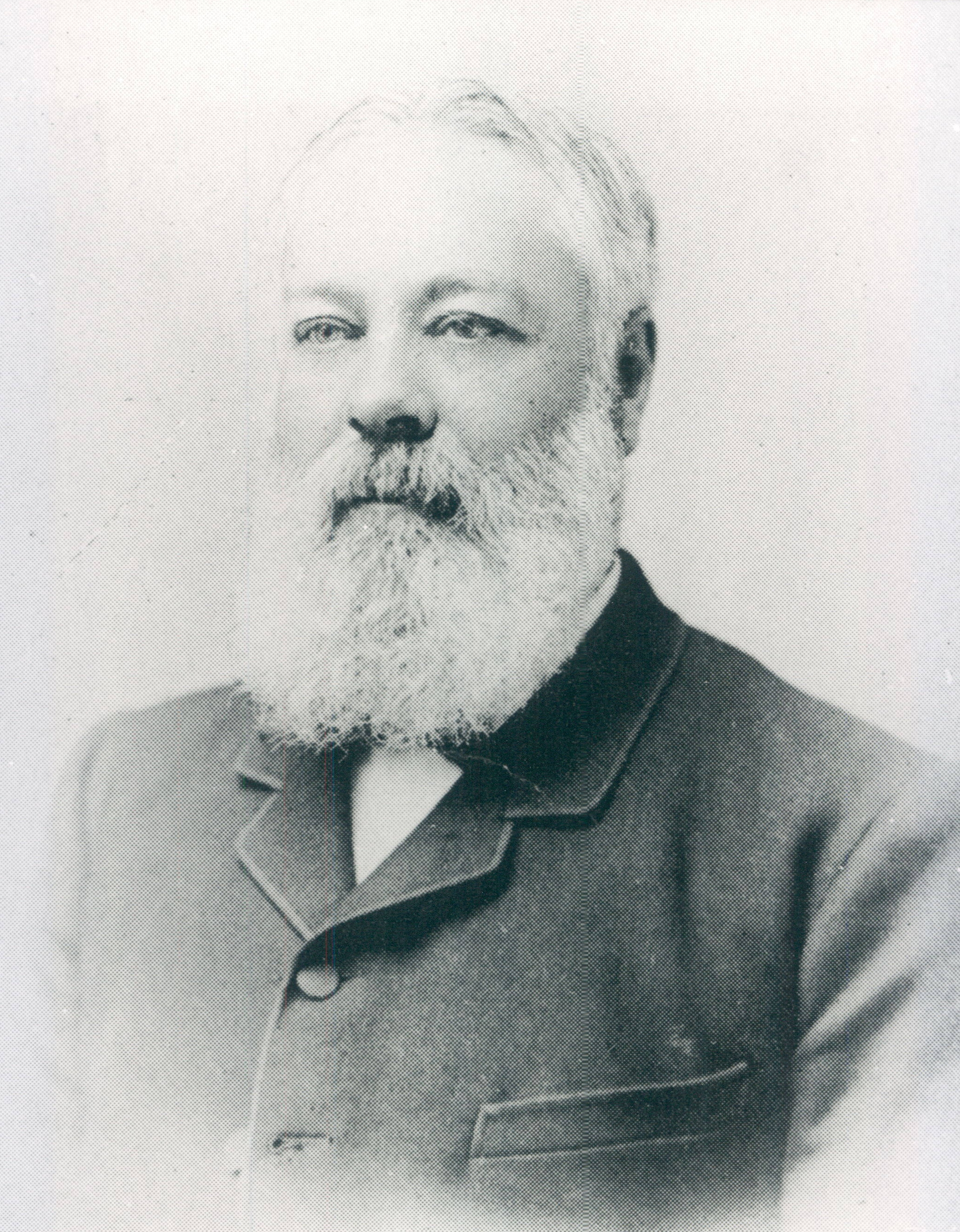
Augustus Goodridge (1894).

Augustus Frederick Goodridge (* 1839 in Paignton, Devon, England; † 16. Februar 1920 in St. John’s, Neufundland) war ein kanadischer Geschäftsmann und Politiker der Conservative Party, Reform Party sowie später der Tory Party, der im Zuge einer rechtlichen und politischen Krise wegen der 1893 stattgefundenen Wahlen zum Abgeordnetenhaus von Neufundland zwischen April und Dezember 1894 kurzzeitig Premierminister der Kronkolonie Neufundland war.

## Leben
Der aus England stammende Goodridge kam als 13-Jähriger 1852 mit seinen Eltern nach Neufundland und arbeitete später im Geschäft seines Vaters. Später ließ er sich als Fischhändler in St. John’s nieder und begann seine politische Laufbahn, als er als Kandidat der Conservative Party 1880 erstmals als Mitglied in das Abgeordnetenhaus gewählt wurde. Mitte der 1880er Jahre wechselte er in die Opposition und fungierte zwischen 1884 und 1885 als Führer der Opposition im Abgeordnetenhaus. 1885 wurde er von Premierminister Robert Thorburn in dessen Regierung der Reform Party berufen und gehörte dem Kabinett bis zum Ende von Thorburns Amtszeit 1889 an.
Aufgrund einer rechtlichen und politischen Krise wegen Unregelmäßigkeiten und darauf folgenden Klagen wegen mutmaßlicher Korruption bei den 1893 stattgefundenen Wahlen, die zur Amtsenthebung mehrerer Abgeordneter wie letztlich auch zum Rücktritt von Premierminister William Whiteway am 11. April 1894 geführt hatte, wurde Goodridge Whiteways Nachfolger als Premierminister der Kronkolonie. Obwohl die Liberal Party im Abgeordnetenhaus über eine Mehrheit verfügte, wurde Goodridge vom Gouverneur der Kronkolonie Herbert Harley Murray berufen und bildete daraufhin eine Minderheitsregierung. Zur Vermeidung eines Misstrauensantrages gegen die Regierung vertagte Gouverneur Murray die Parlamentssitzungen auf unbestimmte Zeit.
Seine achtmonatige Amtszeit war neben der politischen Krise zunehmend auch von einer wirtschaftlich angespannten Lage geprägt. Nachdem es am 10. Dezember 1894 zum Zusammenbruch zweier führender Banken des Landes gekommen war, trat Goodridge zwei Tage später am 12. Dezember 1894 zurück und wurde daraufhin von Daniel Greene, einem Politiker der Liberal Party, abgelöst.
Bei den Wahlen 1904 erlitt Goodridge eine Niederlage in seinem Wahlkreis und musste aus dem Abgeordnetenhaus ausscheiden. Nach dem Amtsantritt von Premierminister Edward Morris 1909 wurde er zum Mitglied des Legislativrates (Legislative Council of Newfoundland) ernannt, dem damaligen Oberhaus des Parlaments.